# Walter (ur. 1968)
Walter Henrique de Oliveira (ur. 21 października 1968) – brazylijski piłkarz występujący na pozycji pomocnika.

## Kariera klubowa
Od 1993 do 1999 roku występował w klubach Júbilo Iwata, Honda FC, Consadole Sapporo i Montedio Yamagata.